# آدم غود
آدم غود هو سياسي أمريكي، ولد في 9 سبتمبر 1983 في كاليس في الولايات المتحدة. نشط حزبياً في Maine Democratic Party ‏ والحزب الديمقراطي. وقد انتخب عضو مجلس نواب مين ‏.